# Innere Schwarze Schneid
Die Innere Schwarze Schneid (auch Innere Schwarze Schneide) ist ein 3367 m ü. A. hoher Berg in Tirol in den Ötztaler Alpen auf dem Weißkamm. Er befindet sich nördlich des Tiefenbachkogels und östlich des Linken Fernerkogels zwischen dem Rettenbachferner und Tiefenbachferner.
Durch den Berg führt ein Skitunnel, der Rettenbach- und Tiefenbachferner miteinander verbindet.
Der Gipfel kann von der Bergstation der Schwarze Schneidbahn II erreicht werden, die an der Nordflanke auf 3250 m liegt, oder auf einer dreistündigen Tour von der Braunschweiger Hütte.